# Welsh International 1978
Die Welsh International 1978 fanden vom 1. bis zum 2. Dezember in Cardiff statt. Es war die 28. Auflage dieser internationalen Meisterschaften von Wales im Badminton.

## Titelträger
| Disziplin    | Sieger                    |
| ------------ | ------------------------- |
| Herreneinzel | Kevin Jolly               |
| Dameneinzel  | Nora Perry                |
| Herrendoppel | Ray Stevens Mike Tredgett |
| Damendoppel  | Barbara Sutton Nora Perry |
| Mixed        | Mike Tredgett Nora Perry  |

## Finalresultate
| Disziplin    | Sieger                    | Finalist                      | Ergebnis          |
| ------------ | ------------------------- | ----------------------------- | ----------------- |
| Herreneinzel | Kevin Jolly               | Raymond P. Stevens            | 11–15, 15–8, 15–8 |
| Dameneinzel  | Nora Perry                | Marjan Ridder                 | 11–7, 11–7        |
| Herrendoppel | Ray Stevens Mike Tredgett | David Eddy Eddy Sutton        | 15–8, 15–3        |
| Damendoppel  | Barbara Sutton Nora Perry | Barbara Beckett Marjan Ridder | 15–2, 15–7        |
| Mixed        | Mike Tredgett Nora Perry  |                               |                   |